# Peter Herkepæus
Peter Herkepæus, född 29 maj 1691, död 20 maj 1764 i Uppsala församling, Uppsala län, var en svensk borgmästare, riksdagsledamot och politiker.

## Biografi
Peter Herkepæus föddes 1691. Han blev 1726 borgmästare i Enköpings stad och var riksdagsman för borgarståndet vid riksdagen 1731. Herkepæus blev 1737 justitieborgmästare i Uppsala stad och var riksdagsman för borgarståndet vid riksdagen 1740–1741, riksdagen 1746–1747, riksdagen 1751–1752, riksdagen 1755–1756 och riksdagen 1760–1762. Under riksdagen 1740–1741 var han i konflikt med hattpartiet. Herkepæus avled 1764 i Uppsala.

### Familj
Herkepæus var gift med Karin Redin och de fick tillsammans sonen Anders Gottlieb Herkepæus.